# Караадир
Караади́р (каз. Қараадыр) — станційне селище у складі Шортандинського району Акмолинської області Казахстану. Входить до складу Петровського сільського округу.
Населення — 239 осіб (2021; 363 у 2009, 479 у 1999, 446 у 1989).
Національний склад станом на 1989 рік:
- росіяни — 47 %.